# 연속 쌍대 공간
함수해석학에서 연속 쌍대 공간(連續雙對空間, 영어: continuous dual space)은 주어진 위상 벡터 공간 위의 연속 선형 범함수들로 구성된 벡터 공간이다. 그 위에 다양한 위상을 부여할 수 있다. 이는 유한 차원의 경우 (대수적) 쌍대 공간과 일치하나, 무한 차원일 경우 대수적 쌍대 공간의 부분 집합이다.

## 정의
위상환 {\displaystyle K} 위의 위상 왼쪽 가군 {\displaystyle _{K}V}가 주어졌다고 하자. 그렇다면, {\displaystyle V}의 연속 쌍대 가군(連續雙對加群, 영어: continuous dual module) {\displaystyle V^{*}}는 쌍대 가군
{\displaystyle V^{\vee }=\hom(_{K}V,_{K}K)}
가운데, 연속 함수 {\displaystyle f\colon V\to K}를 이루는 것들의 부분 집합이다.:48, §II.4:129, §V.1 이는 자연스럽게 {\displaystyle K}-위상 오른쪽 가군을 이룬다. 마찬가지로 위상 오른쪽 가군의 연속 쌍대 가군을 정의할 수 있으며, 이는 위상 왼쪽 가군을 이룬다.
만약 {\displaystyle K}가 위상체라면, 그 위의 위상 벡터 공간의 연속 쌍대 가군은 연속 쌍대 공간이라고 한다.
연속 쌍대 공간 위에는 흔히 강한 위상과 약한-* 위상이라는 두 위상이 사용된다.
- 강한 위상에서, 연속 쌍대 공간의 모든 원소는 (유계 집합에 제한되었을 때) 균등 연속 함수를 이룬다.
- 약한-* 위상에서, 연속 쌍대 공간의 모든 원소는 연속 함수를 이룬다.

보통, 특별한 부가 설명이 없다면 강한 위상을 의미한다.
만약 어떤 위상 벡터 공간 {\displaystyle V}가 어떤 위상 벡터 공간 {\displaystyle W}의 (강한 위상을 부여한) 연속 쌍대 공간 {\displaystyle W'}과 동형이라면, {\displaystyle W}를 {\displaystyle V}의 원쌍대 공간(原雙對空間, 영어: predual space)이라고 한다. 원쌍대 공간은 유일하지 않을 수 있으며, 존재하지 않을 수도 있다.

### 강한 위상
위상환 {\displaystyle K}은 (덧셈에 대하여 아벨 위상군이므로) 자연스럽게 균등 공간을 이룬다.
{\displaystyle V}의 유계 집합은 다음 조건을 만족시키는 부분 집합 {\displaystyle B\subseteq V}이다.
- 임의의 {\displaystyle 0\in V}의 근방 {\displaystyle N\ni 0}에 대하여, {\displaystyle B\subseteq \alpha N}이 되는 {\displaystyle \alpha \in K}가 존재한다.

{\displaystyle V}의 유계 집합들의 족 {\displaystyle \operatorname {Born} (V)}은 {\displaystyle V}의 덮개를 이룬다.
그렇다면, 덮개 {\displaystyle \operatorname {Born} (V)}에 대한, 함수 공간 {\displaystyle K^{V}} 위의 균등 수렴 위상을 정의할 수 있다. 연속 쌍대 가군 {\displaystyle V^{*}} 위의 강한 위상은 유계 집합에 대한 균등 수렴 위상이다. 즉, 유계 집합 {\displaystyle B\subseteq V}에 제한하였을 때 그 원소들 {\displaystyle \{\phi \upharpoonright B\colon \phi \in V^{*}\}}이 모두 균등 연속 함수가 되게 하는 가장 엉성한 위상이다.
만약 {\displaystyle K\in \{\mathbb {R} ,\mathbb {C} \}}이며 {\displaystyle V}가 노름 공간이라면, {\displaystyle V^{*}} 위의 강한 위상은 쌍대 노름으로 정의되는 거리 위상과 같다.

### 약한-* 위상
연속 쌍대 공간 위에는 강한 위상 대신 약한-* 위상(弱한-* 位相, 영어: weak-* topology, "약한-스타 위상"으로 읽음)을 부여할 수 있다. (이 이름은 원래 위상 가군 위의 약한 위상과 구별하기 위한 것이다.)
구체적으로, 위상환 {\displaystyle K} 위의 위상 왼쪽 가군 {\displaystyle _{K}V}이 주어졌다고 하자. 이중 연속 쌍대 가군으로의 자연스러운 포함 사상
{\displaystyle \iota \colon V\to V^{**}}
{\displaystyle \iota \colon v\mapsto (\phi \mapsto \phi (v))}
을 생각하자. 그렇다면, 연속 쌍대 공간 {\displaystyle V^{*}} 위의 약한-* 위상은 범함수족 {\displaystyle \{\iota (v)\colon v\in V\}}로 생성되는 시작 위상이다. 즉, 구체적으로 모든 열린집합 {\displaystyle U\subset K}와 모든 {\displaystyle v\in V}에 대하여
{\displaystyle v^{-1}(U)=\{\phi \in V^{\vee }\colon \phi (v)\in U\}\subset V^{\vee }}
꼴의 집합들을 부분 기저로 한다.
약한-* 위상은 강한 위상보다 더 섬세한 위상이다.

### 쌍대 노름
만약 {\displaystyle \mathbb {K} \in \{\mathbb {R} ,\mathbb {C} \}}이며, {\displaystyle (V,\|\|_{V})}가 {\displaystyle \mathbb {K} }-노름 공간이라고 하자. 그렇다면, {\displaystyle V^{*}} 위에는 다음과 같은 노름이 존재한다.
{\displaystyle \|\phi \|_{V^{*}}=\sup _{\scriptstyle v\in V \atop \scriptstyle \|v\|_{V}\leq 1}|\phi (v)|}
이를 쌍대 노름(雙對norm, 영어: dual norm)이라고 하며, 이는 작용소 노름의 특수한 경우이다.
이에 따라, {\displaystyle (V^{*},\|\|_{V^{*}})}은 항상 바나흐 공간을 이룬다.

## 성질

### 대수적 쌍대 공간과의 관계
일반적으로 위상환 위의 연속 쌍대 가군은 (대수적) 쌍대 가군의 부분 가군을 이룬다.
즉, 임의의 위상환 {\displaystyle K} 위의 위상 왼쪽 가군 {\displaystyle _{K}V}에 대하여, 연속 쌍대 가군에서 (대수적) 쌍대 가군 {\displaystyle V^{\vee }}으로 가는, 다음과 같은 표준적 단사 {\displaystyle K}-선형 변환이 존재한다.
{\displaystyle V^{*}\to V^{\vee }}
그러나 위 사상은 일반적으로 전단사 함수가 아니다.

### 분해 가능성
{\displaystyle \mathbb {K} \in \{\mathbb {R} ,\mathbb {C} \}}에 대하여, {\displaystyle \mathbb {K} }-노름 공간 {\displaystyle V}가 주어졌다고 하자. 만약 {\displaystyle V^{*}}이 (쌍대 노름 위상에 대하여) 분해 가능 공간이라면, {\displaystyle V} 역시 (노름 위상에 대하여) 분해 가능 공간이다. 그러나 그 역은 성립하지 않는다. 예를 들어, 르베그 공간 {\displaystyle \ell ^{1}(\mathbb {K} )}는 분해 가능 {\displaystyle \mathbb {K} }-바나흐 공간이지만, 그 연속 쌍대 공간 {\displaystyle \ell ^{\infty }(\mathbb {K} )}는 분해 가능 공간이 아닌 {\displaystyle \mathbb {K} }-바나흐 공간이다.

### 제한 사상
{\displaystyle \mathbb {K} \in \{\mathbb {R} ,\mathbb {C} \}}에 대하여, {\displaystyle \mathbb {K} }-위상 벡터 공간 {\displaystyle V}와 그 부분 벡터 공간 {\displaystyle W\subseteq V}가 주어졌다고 하자. 그렇다면, 자연스러운 제한 사상
{\displaystyle (\upharpoonright W)\colon V^{*}\mapsto W^{*}}
{\displaystyle (\upharpoonright W)\colon \phi \mapsto \phi \upharpoonright W}
이 존재한다. 이는 선형 변환이다.
만약 {\displaystyle V}가 추가로 {\displaystyle \mathbb {K} }-국소 볼록 공간이라면, {\displaystyle (\upharpoonright W)}는 전사 함수이다.:129, Theorem V.3

### 이중 연속 쌍대 공간
임의의 위상환 {\displaystyle K} 위의 위상 왼쪽 가군 {\displaystyle _{K}V}에 대하여, 다음과 같은 자연스러운 연속 선형 변환이 존재한다.
{\displaystyle V\to V^{**}}
{\displaystyle v\mapsto (\phi \mapsto \phi (v))}
만약 {\displaystyle V}가 하우스도르프 국소 볼록 공간이라면, 이 사상은 단사 함수이다.
만약 {\displaystyle V}가 노름 공간이라면, 이 사상은 한-바나흐 정리에 따라서 등거리 변환이다 (그러나 전단사 함수가 아닐 수 있다). 만약 이 사상이 전단사 함수라면, {\displaystyle V}를 반사 바나흐 공간(反射Banach空間, 영어: reflexive Banach space)이라고 한다. (이러한 노름 공간은 물론 항상 바나흐 공간이어야 한다.)

### 바나흐-앨러오글루 정리
바나흐-앨러오글루 정리(-定理, 영어: Banach–Alaoglu theorem)에 따르면, 노름 공간의 연속 쌍대 공간의 닫힌 공은 약한-* 위상 아래 콤팩트 집합이다.
구체적으로, 다음 데이터가 주어졌다고 하자.
- {\displaystyle \mathbb {K} \in \{\mathbb {R} ,\mathbb {C} \}}
- {\displaystyle \mathbb {K} }-위상 쌍대 공간 {\displaystyle V}
- {\displaystyle 0\in V}의 근방 {\displaystyle 0\in N\subseteq V}

그렇다면, 다음을 구성할 수 있다.
- {\displaystyle V}의 연속 쌍대 공간 {\displaystyle V^{*}}. 이 역시 {\displaystyle \mathbb {K} }-노름 공간을 이룬다.
- 집합 {\displaystyle N^{\circ }=\{\phi \in V^{*}\colon \forall v\in N\colon |\phi (v)|\leq 1\}\subseteq V^{*}}.
- {\displaystyle V^{*}} 위에는 쌍대 노름에 대한 거리 위상 대신 약한-* 위상을 부여할 수 있다.

바나흐-앨러오글루-부르바키 정리(-定理, 영어: Banach–Alaoglu–Bourbaki theorem)에 따르면, 다음이 성립한다.
- {\displaystyle N^{\circ }}에 약한-* 위상을 부여했을 때, 이는 콤팩트 공간을 이룬다.

그 특수한 경우로, 만약 {\displaystyle V}가 {\displaystyle \mathbb {K} }-노름 공간이며,
{\displaystyle N=\{v\in V\colon \|v\|_{V}\leq 1\}}
이 그 속의 단위 닫힌 공이라고 할 때,
{\displaystyle N^{\circ }=\{\phi \in V^{*}\colon \|\phi \|_{V^{*}}\leq 1\}}
은 {\displaystyle V^{*}}의 단위 닫힌 공이다. 이에 따라, 노름 공간의 쌍대 노름 공간의 닫힌 공은 약한-* 위상에서 콤팩트 공간을 이룬다. 이 특수한 경우를 바나흐-앨러오글루 정리라고 한다.
바나흐-앨러오글루(-부르바키) 정리의 증명은 티호노프 정리, 즉 선택 공리의 한 형태를 필요로 한다.

### 골드스틴 정리
임의의 {\displaystyle \mathbb {K} }-노름 공간 {\displaystyle (V,\|\|_{V})}가 주어졌다고 하자. 그렇다면, 그 이중 연속 쌍대 공간으로 가는 표준적 사상
{\displaystyle \iota \colon V\to V^{**}}
을 생각하자. 이는 단사 함수이자 등거리 변환이므로, 이 경우, {\displaystyle V}의 단위 닫힌 공
{\displaystyle \operatorname {cl} (\operatorname {ball} _{V}(0,1))}
의 상은 {\displaystyle V^{**}}의 단위 닫힌 공
{\displaystyle \operatorname {cl} (\operatorname {ball} _{V^{**}}(0,1))}
의 부분 집합이다. 이제, {\displaystyle V^{**}}에 약한-* 위상을 부여했을 때, {\displaystyle \operatorname {cl} (\operatorname {ball} _{V}(0,1))}는 {\displaystyle \operatorname {cl} (\operatorname {ball} _{V^{**}}(0,1))}의 조밀 집합이다 (골드스틴 정리 -定理, 영어: Goldstine theorem).
그러나 골드스틴 정리는 노름 위상에서는 성립하지 않는다.

## 예

### 유클리드 공간
{\displaystyle \mathbb {K} \in \{\mathbb {R} ,\mathbb {C} \}}이고, {\displaystyle V=\mathbb {K} ^{n}}이 (곱위상을 갖춘) 유한 차원 위상 벡터 공간이라면, {\displaystyle V}의 연속 쌍대 공간은 (대수적) 쌍대 공간과 {\displaystyle K}-벡터 공간으로서 같다.
그러나 예를 들어 {\displaystyle V}가 무한 차원 힐베르트 공간이라면 {\displaystyle V}의 대수적 쌍대 공간은 연속 쌍대 공간보다 훨씬 더 크다.

### 수열 공간
다음과 같은 르베그 공간을 생각하자.
{\displaystyle \ell ^{p}(\mathbb {C} )=\operatorname {L} ^{p}(\mathbb {N} ;\mathbb {C} )=\left\{(a_{i})_{i\in \mathbb {N} }\in \mathbb {C} ^{\mathbb {N} }\colon \sum _{i=0}^{\infty }|a_{i}|^{p}<\infty \right\}}
이 경우, 노름
{\displaystyle \|a\|_{p}={\sqrt[{p}]{\sum _{i=0}^{\infty }|a_{i}|^{p}}}}
을 부여하면 이는 {\displaystyle 1<p<\infty }에 대하여 바나흐 공간을 이룬다.
이 경우, 만약 {\displaystyle 1/p+1/q=1}이라면, {\displaystyle \ell ^{p}(\mathbb {C} )}의 연속 쌍대 공간은 {\displaystyle \ell ^{q}(\mathbb {C} )}이다.
또한, {\displaystyle \ell ^{1}(\mathbb {C} )}의 연속 쌍대 공간은 유계 수열 공간
{\displaystyle \ell ^{\infty }(\mathbb {C} )=\left\{(a_{i})_{i\in \mathbb {N} }\in \mathbb {C} ^{\mathbb {N} }\colon \sup _{i\in \mathbb {N} }|a_{i}|<\infty \right\}}
이다.

### 수렴 수열 공간
{\displaystyle \mathbb {K} \in \{\mathbb {R} ,\mathbb {C} \}}라고 하자. 그렇다면, 다음과 같은 두 {\displaystyle \mathbb {K} }-바나흐 공간을 정의할 수 있다.
- 수렴 수열 공간 {\displaystyle \operatorname {c} (\mathbb {K} )}는 {\displaystyle \mathbb {K} }-수열 가운데 수렴하는 것들의 공간이다.
- 영 수렴 수열 공간 {\displaystyle \operatorname {c} _{0}(\mathbb {K} )}는 {\displaystyle \mathbb {K} }-수열 가운데 0으로 수렴하는 것들의 공간이다.

두 경우 다 부여되는 노름은 ∞-노름 {\displaystyle \textstyle \|a\|_{\infty }=\sup _{i\in \mathbb {N} }|a_{i}|}이다.
이 경우, {\displaystyle \operatorname {c} (\mathbb {K} )}의 연속 쌍대 공간과 {\displaystyle \operatorname {c} _{0}(\mathbb {K} )}의 연속 쌍대 공간 둘 다 1-르베그 공간 {\displaystyle \ell ^{1}(\mathbb {K} )}이다. 그러나 {\displaystyle \operatorname {c} (\mathbb {K} )}와 {\displaystyle \operatorname {c} _{0}(\mathbb {K} )}는 서로 ({\displaystyle \mathbb {K} }-바나흐 공간으로서) 동형이 아니다.

### 쌍대 내적 공간
내적 공간의 연속 쌍대 공간은 힐베르트 공간이며, 원래 내적 공간은 그 연속 쌍대 공간의 조밀 집합을 이룬다. 특히, 힐베르트 공간은 스스로의 연속 쌍대 공간과 (반)동형이다 (리스 표현 정리 Riesz表現定理, 영어: Riesz representation theorem).
구체적으로, 다음이 주어졌다고 하자.
- {\displaystyle \mathbb {K} \in \{\mathbb {R} ,\mathbb {C} \}}
- {\displaystyle \mathbb {K} }-내적 공간 {\displaystyle (V,\langle -,-\rangle _{V})}

그렇다면, {\displaystyle V}의 연속 쌍대 공간 {\displaystyle V^{*}}은 {\displaystyle \mathbb {K} }-노름 공간이다. 이 경우, {\displaystyle V^{*}}은 항상 {\displaystyle \mathbb {K} }-바나흐 공간이다. 또한, 다음과 같은 함수를 정의할 수 있다.
{\displaystyle \iota \colon V\to V^{*}}
{\displaystyle \iota \colon v\mapsto \langle v,-\rangle }
리스 표현 정리에 따르면, 다음이 성립한다.
- {\displaystyle \mathbb {R} }-선형 변환이며, 만약 {\displaystyle \mathbb {K} =\mathbb {C} }일 경우, 추가로 반선형 변환이다. 즉, {\displaystyle \forall \lambda \in \mathbb {C} \colon \iota (\lambda v)={\bar {\lambda }}\iota (v)}이다.
- 단사 함수이다.
- ({\displaystyle V^{*}}의 쌍대 노름에 대하여) 등거리 변환이다.
- {\displaystyle \iota }의 치역은 ({\displaystyle V^{*}}의 쌍대 노름에 대하여) {\displaystyle V^{*}}의 조밀 집합이다. 이에 따라, {\displaystyle V}의 내적을 {\displaystyle V^{*}} 위에 연속적으로 연장할 수 있다.
{\displaystyle \langle \lim _{i}u_{i},\lim _{j}v_{j}\rangle _{V^{*}}=\lim _{i,j}\langle u_{i},v_{i}\rangle }
- 이에 따라 {\displaystyle V^{*}}은 {\displaystyle \mathbb {K} }-힐베르트 공간을 이루며, {\displaystyle V}는 그 조밀 집합이다.
- 특히, {\displaystyle V}가 이미 {\displaystyle \mathbb {K} }-힐베르트 공간일 때, {\displaystyle \iota }는 전단사 함수이며, {\displaystyle \iota }는 스스로의 연속 쌍대 공간과의 반동형 사상(反同型寫像, 영어: anti-isomorphism)을 이룬다. (물론, 만약 {\displaystyle K=\mathbb {R} }라면 이는 동형 사상이다.)

특히, {\displaystyle \mathbb {K} }-힐베르트 공간은 항상 {\displaystyle \mathbb {K} }-반사 바나흐 공간이다.

### 연속 쌍대 공간이 자명한 위상 벡터 공간
만약 {\displaystyle V}가 국소 볼록 공간이라면, 이중 연속 쌍대 공간으로의 표준적 사상 {\displaystyle V\to V^{**}}은 단사 함수이며, 따라서 만약 {\displaystyle V\neq \{0\}}라면 {\displaystyle V^{*}\neq \{0\}}이다. 그러나 국소 볼록 공간 조건을 가정하지 않으면, {\displaystyle V\neq \{0\}}이지만 {\displaystyle V^{*}=\{0\}}일 수 있다.
구체적으로, {\displaystyle 0<p<1}이라고 하자. 그렇다면, 구간 위의 {\displaystyle p}-르베그 공간 {\displaystyle \operatorname {L} ^{p}([0,1];\mathbb {R} )}의 연속 쌍대 공간은 자명하다.:816, Theorem 1
{\displaystyle \operatorname {L} ^{p}([0,1];\mathbb {R} )^{*}=\{0\}}

### 콤팩트 공간 위의 함수
콤팩트 하우스도르프 공간과 연속 함수의 범주를 {\displaystyle \operatorname {CompHaus} }라고 표기하고, 실수 바나흐 공간과 유계 작용소의 범주를 {\displaystyle \operatorname {Ban} _{\mathbb {R} }}로 표기하자.
그렇다면, 다음과 같은 함자들이 존재한다.
{\displaystyle {\mathcal {C}}(-;\mathbb {R} )\colon \operatorname {CompHaus} \to \operatorname {Ban} _{\mathbb {R} }^{\operatorname {op} }}
{\displaystyle {\mathcal {C}}(-;\mathbb {R} )\colon V\mapsto {\mathcal {C}}(V;\mathbb {R} )}
{\displaystyle {\mathcal {C}}(-;\mathbb {R} )\colon (f\colon X\to Y)\mapsto (g\in {\mathcal {C}}(Y;\mathbb {R} )\mapsto f\circ g)}
{\displaystyle (-)^{*}\colon \operatorname {Ban} _{\mathbb {R} }^{\operatorname {op} }\to \operatorname {Ban} _{\mathbb {R} }}
{\displaystyle (-)^{*}\colon V\mapsto V^{*}}
{\displaystyle (-)^{*}\colon (T\colon V\to W)\mapsto (T^{*}\colon W^{*}\to V^{*})}
여기서 연속 쌍대 공간 {\displaystyle (-)^{*}}에는 강한 위상을 부여한다.
이 밖에도, 다음과 같은 함자를 정의할 수 있다.
{\displaystyle M\colon \operatorname {CompHaus} \to \operatorname {Ban} _{\mathbb {R} }}
콤팩트 하우스도르프 공간 {\displaystyle X}에 대하여, {\displaystyle M(X)}는 {\displaystyle X} 위의 부호를 갖는 실수 유한 보렐 측도들의 집합이다. 즉, {\displaystyle X} 위의 베르 시그마 대수 {\displaystyle \operatorname {Baire} (X)} 위의 두 측도 {\displaystyle (\mu _{1},\mu _{2})}의 차들의 동치류 집합이다. {\displaystyle M} 위에서 측도의 전변동은 노름을 정의하며, 이에 따라 {\displaystyle M(X)}는 실수 바나흐 공간을 이룬다.
임의의 연속 함수 {\displaystyle f\colon X\to Y}에 대하여, {\displaystyle M(f)\colon M(X)\to M(Y)}는 다음과 같다.
{\displaystyle f(\mu )(S)=\mu (f^{-1}(S))\qquad \forall S\in \operatorname {Baire} (Y)}
그렇다면, 리스-마르코프-가쿠타니 표현 정리(Riesz-Марков-[角谷]表現定理, 영어: Riesz–Markov–Kakutani representation theorem)에 따르면, 다음과 같은 자연 동형 {\displaystyle \textstyle \int \colon M\Rightarrow (-)^{*}\circ {\mathcal {C}}(-;\mathbb {R} )}이 존재한다.
{\displaystyle \int _{X}\colon M(X)\to {\mathcal {C}}(X,\mathbb {R} )^{*}\qquad (X\in \operatorname {CompHaus} )}
{\displaystyle \int _{X}\colon \mu \mapsto \left(f\mapsto \int _{X}f\;\mathrm {d} \mu \right)}
즉, 다음과 같은 가환 그림이 성립한다.
{\displaystyle {\begin{matrix}&&\operatorname {Ban} _{\mathbb {R} }^{\operatorname {op} }\\&^{{\mathcal {C}}(-;\mathbb {R} )}\nearrow &{\color {White}\scriptstyle \int }\Uparrow {\scriptstyle \int }&\searrow ^{(-)^{*}}\\&\operatorname {CompHaus} &{\xrightarrow[{M(-)}]{}}&\operatorname {Ban} _{\mathbb {R} }\end{matrix}}}

### 국소 콤팩트 공간 위의 함수
리스-마르코프-가쿠타니 정리는 콤팩트 하우스도르프 공간에서 국소 콤팩트 하우스도르프 공간으로 쉽게 일반화할 수 있다. 이 경우, 임의의 연속 함수를 콤팩트 지지 연속 함수로 대체하여야 한다.
{\displaystyle X}가 국소 콤팩트 하우스도르프 공간이라고 하자. 그렇다면, {\displaystyle M(X)}를 {\displaystyle X} 위의 국소 유한 베르 측도의 집합(즉, 모든 콤팩트 집합이 유한 측도를 갖는 측도)이라고 하자. 이에 전변동을 노름으로 삼으면 이는 바나흐 공간을 이룬다.
또한, {\displaystyle {\mathcal {C}}_{0}(X,\mathbb {R} )}가 무한에서 0이 되는 실수 값 연속 함수 {\displaystyle X\to \mathbb {R} }의 집합이라고 하자. 이 역시 실수 바나흐 공간을 이룬다. 그렇다면, 다음과 같은 자연 동형이 존재한다.
{\displaystyle \int \colon M\Rightarrow (-)^{*}\circ {\mathcal {C}}_{0}(-;\mathbb {R} )}
{\displaystyle \int _{X}\colon M(X)\to {\mathcal {C}}_{0}(M;\mathbb {R} )\qquad (X\in \operatorname {lcHaus} )}
{\displaystyle \int _{X}\colon \mu \mapsto \int _{X}f\;\mathrm {d} \mu }
즉, 다음과 같은 가환 그림이 성립한다.
{\displaystyle {\begin{matrix}&&\operatorname {Ban} _{\mathbb {R} }^{\operatorname {op} }\\&^{{\mathcal {C}}_{0}(-;\mathbb {R} )}\nearrow &{\color {White}\scriptstyle \int }\Uparrow {\scriptstyle \int }&\searrow ^{(-)^{*}}\\&\operatorname {lcHaus} &{\xrightarrow[{M(-)}]{}}&\operatorname {Ban} _{\mathbb {R} }\end{matrix}}}
여기서
- {\displaystyle \operatorname {lcHaus} }는 국소 콤팩트 하우스도르프 공간과 연속 함수의 범주이다.
- {\displaystyle \operatorname {Ban} _{\mathbb {R} }}는 실수 바나흐 공간과 유계 작용소의 범주이다.

특히,
따라서, 임의의 국소 콤팩트 하우스도르프 공간 {\displaystyle X}에 대하여, 다음과 같은 실수 위상 벡터 공간들의 동형이 존재한다.
{\displaystyle {\mathcal {C}}_{\text{compact}}^{0}(X;\mathbb {R} )^{*}\cong {\mathcal {C}}_{0}^{0}(X;\mathbb {R} )\cong M(X;\mathbb {R} )}
여기서
- {\displaystyle {\mathcal {C}}_{\text{compact}}^{0}(X;\mathbb {R} )}는 콤팩트 지지 실수 값 함수 {\displaystyle X\to \mathbb {R} }들의 실수 노름 공간이다. 이 경우 균등 노름을 부여한다.
- {\displaystyle {\mathcal {C}}_{0}^{0}(X;\mathbb {R} )}는 무한대에서 0이 되는 연속 함수의 공간이다. 즉, 임의의 양의 실수 {\displaystyle \epsilon >0}에 대하여, {\displaystyle \textstyle \sup _{x\in X\setminus K}\|f(x)\|<\epsilon }인 콤팩트 집합 {\displaystyle K\subseteq X}가 존재한다. 이 경우 균등 노름을 부여한다. 이는 {\displaystyle {\mathcal {C}}_{\text{compact}}^{0}(X;\mathbb {R} )}의 완비화이다.

리스-마르코프-가쿠타니 표현 정리에 따라, 다음 위상 벡터 공간들이 서로 동형이다.
{\displaystyle {\mathcal {C}}_{\text{compact}}^{0}(\mathbb {N} ;\mathbb {R} )^{*}={\mathcal {C}}_{0}^{0}(\mathbb {N} ;\mathbb {R} )^{*}=\operatorname {L} ^{1}(\mathbb {N} ;\mathbb {R} )}
여기서
- {\displaystyle {\mathcal {C}}_{\text{compact}}^{0}(\mathbb {N} ;\mathbb {R} )=\{s\in \mathbb {R} ^{\mathbb {N} }\colon \exists N\in \mathbb {N} \forall i\geq N\colon s_{i}=0\}}는 유한 지지 실수열들의 노름 공간이다.
- {\displaystyle {\mathcal {C}}_{0}^{0}(\mathbb {N} ;\mathbb {R} )=\{s\in \mathbb {R} ^{\mathbb {N} }\colon \textstyle \lim _{i\in \mathbb {N} }s_{i}=0\}}는 유계 수열로 구성된 바나흐 공간이며, {\displaystyle {\mathcal {C}}_{\text{compact}}^{0}(\mathbb {N} ,\mathbb {R} )}의 완비화이다.
- {\displaystyle \ell ^{1}=L^{1}(\mathbb {N} ;\mathbb {R} )=\{s\in \mathbb {R} ^{\mathbb {N} }\colon \textstyle \sum _{i=0}^{\infty }|s|<\infty \}}는 절대 수렴 실수열들의 바나흐 공간이다.

### 대각합류 작용소
복소수 힐베르트 공간 {\displaystyle H}가 주어졌다고 하자. 그렇다면, 그 위의 모든 {\displaystyle H\to H} 유계 작용소들의 폰 노이만 대수 {\displaystyle \operatorname {B} (H)} 및 그 부분 집합인, 대각합류 작용소들의 복소수 바나흐 공간 {\displaystyle {\mathfrak {S}}_{1}(H)\subseteq \operatorname {B} (H)}을 정의할 수 있다. 이 경우, {\displaystyle {\mathfrak {S}}_{1}(H)}의 연속 쌍대 공간은 {\displaystyle \operatorname {B} (H)}와 동형이다. 구체적으로, 임의의 {\displaystyle A\in {\mathfrak {S}}_{1}(H)} 및 {\displaystyle B\in \operatorname {B} (H)}에 대하여,
{\displaystyle \langle A,B\rangle =\operatorname {tr} (AB)=\operatorname {tr} (BA)}
이다. (다시 말해, 대각합류 작용소와 유계 작용소의 합성은 항상 대각합류 작용소이다.)
특히, 이에 따라 {\displaystyle {\mathfrak {S}}_{1}(H)^{*}\cong \operatorname {B} (H)} 위에 약한-* 위상을 정의할 수 있다. 이를 초약 위상(超弱位相, 영어: ultraweak topology)이라고 한다.

### 폰 노이만 대수
C* 대수 {\displaystyle A}에 대하여, 다음 두 조건이 서로 동치이다.
- {\displaystyle A}는 (복소수 바나흐 공간으로서) 원쌍대 공간을 갖는다.
- {\displaystyle A}는 폰 노이만 대수이다.

이 경우, {\displaystyle A}의 원쌍대 공간 {\displaystyle A_{*}}은 동형 사상 아래 유일하다.
구체적으로, 만약 어떤 복소수 힐베르트 공간 {\displaystyle H}에 대하여 {\displaystyle A\subseteq \operatorname {B} (H)}이라고 하자. 그렇다면, {\displaystyle A}의 원쌍대 공간 {\displaystyle A_{*}}는 복소수 선형 변환 {\displaystyle \phi \colon A\to \mathbb {C} } 가운데, {\displaystyle A}에 초약 위상을 부여했을 때 연속 함수가 되는 것들로 구성된 집합이다.

## 역사
1907년에 리스 프리제시와 모리스 르네 프레셰가 각각 독자적으로 1907년에 힐베르트 공간의 리스 표현 정리를 증명하였다.
1909년에 리스 프리제시는 리스-마르코프-가쿠타니 표현 정리를 실수 폐구간의 경우에 대하여 증명하였다. 이후 안드레이 마르코프와 가쿠타니 시즈오가 이를 일반화하였다.
스테판 바나흐가 1932년에 바나흐-앨러오글루 정리의 특수한 경우를 증명하였고,:123, §VIII.4, Théorème VII.3 1940년에 리오니더스 앨러오글루가 이를 임의의 노름 공간에 대하여 일반화하였다. 니콜라 부르바키는 같은 해에 이를 임의의 위상 벡터 공간에 대하여 일반화하였다.
국소 볼록 공간의 쌍대성 이론은 고트프리트 쾨테(영어: Gottfried Köthe) · 장 디외도네 · 조지 매키(영어: George Mackey) 등이 1930년대에 제창하였다. 이후 로랑 슈와르츠와 알렉산더 그로텐디크 등이 그 이론에 공헌하였고, 이후 니콜라 부르바키가 그 이론을 1950년대에 집대성하였다.

## 참고 문헌
1. ↑  Schaefer, Helmuth H.; Wolff, M. P. (1999). 《Topological vector spaces》. Graduate Texts in Mathematics (영어) 3 2판. Springer. doi:10.1007/978-1-4612-1468-7. ISBN 978-1-4612-7155-0. ISSN 0072-5285. Zbl 0983.46002.
2. 1 2  Reed, Michael C.; Simon, Barry (1980). 《Functional analysis》. Methods of modern mathematical physics (영어) 1. Academic Press. ISBN 0-12-585050-6. Zbl 0459.46001.
3. ↑  Rossi, Stefano (2009). “The Banach–Alaoglu theorem is equivalent to the Tychonoff theorem for compact Hausdorff spaces” (영어). arXiv:0911.0332. Bibcode:2009arXiv0911.0332R.
4. ↑  Day, Mahlon M. (1940). “The spaces Lp with 0<p<1”. 《Bulletin of the American Mathematical Society》 (영어) 46 (10): 816–823. doi:10.1090/S0002-9904-1940-07308-2. ISSN 0273-0979. MR 2700.
5. ↑  Hartig, Donald G. (1983년 4월). “The Riesz representation theorem revisited”. 《The American Mathematical Monthly》 (영어) 90 (4): 277–280. doi:10.2307/2975760. ISSN 0002-9890. JSTOR 2975760.
6. ↑  Riesz, Frédéric (1907년 6월 24일). “Sur une espèce de Géométrie analytique des systèmes de fonctions sommables” (PDF). 《Comptes rendus hebdomadaires des séances de l’Académie des sciences》 (프랑스어) 144: 1409–1411. 2016년 8월 29일에 원본 문서 (PDF)에서 보존된 문서. 2017년 4월 10일에 확인함.
7. ↑  Fréchet, M. (1907). “Sur les ensembles de fonctions et les opérations linéaires”. 《Comptes rendus hebdomadaires des séances de l’Académie des sciences》 (프랑스어) 144: 1414–1416.
8. ↑  Riesz, Frédéric (1909). “Sur les opérations fonctionnelles linéaires” (PDF). 《Comptes rendus hebdomadaires des séances de l’Académie des sciences》 (프랑스어) 149: 974–977. 2016년 11월 7일에 원본 문서 (PDF)에서 보존된 문서. 2017년 4월 10일에 확인함.
9. ↑  Gray, J. D. (1984). “The shaping of the Riesz representation theorem: a chapter in the history of analysis”. 《Archive for History in the Exact Sciences》 (영어) 31 (2): 127–187. doi:10.1007/BF00348293. ISSN 0003-9519.
10. ↑  Markoff, A. (1938). “On mean values and exterior densities”. 《Математический сборник》 (영어) 4 (1): 165–190. ISSN 0368-8666. Zbl 0020.10804.[깨진 링크(과거 내용 찾기)]
11. ↑  Kakutani, Shizuo (1941년 10월). “Concrete representation of abstract (M)-spaces (a characterization of the space of continuous functions)”. 《Annals of Mathematics》 (영어) 42 (4): 994–1024. doi:10.2307/1968778. ISSN 0003-486X. JSTOR 1968778. MR 0005778.
12. ↑  Banach, Stefan (1932). “Théorie des opérations linéaires” (프랑스어). 바르샤바: Instytut Matematyczny Polskiej Akademi Nauk. 2017년 4월 11일에 원본 문서에서 보존된 문서. 2017년 4월 10일에 확인함.
13. ↑  Alaoglu, Leon (1940년 1월). “Weak topologies of normed linear spaces”. 《Annals of Mathematics》 (영어) 41 (1): 252–267. doi:10.2307/1968829. ISSN 0003-486X. JSTOR 1968829.
14. ↑  Bourbaki, Nicolas (1953). 《Espaces vectoriels topologiques. Chapitres I et II》. Actualités scientifiques et industrielles (프랑스어) 1189. Hermann. MR 54161. Zbl 0050.10703.
15. ↑  Bourbaki, Nicolas (1955). 《Espaces vectoriels topologiques. Chapitres III, IV et V》. Actualités scientifiques et industrielles (프랑스어) 1229. Hermann. Zbl 0066.35301.